# Тюринка (Харків)
Тюринка (Тюріна дача) — історичний район міста Харків, розташований у східній частині міста. Забудова, здебільшого — одноповерхові приватні будинки.

## Історія та назва
Тюринка — найстаріший район Салтівки. Назву свою отримала від землевласника, дійсного статьського радника Федора Тюрина, що володів цими землями у XIX ст.
Первісна назва місцевості — хутір Наумівський. Певний час належав першому губернатору Слобідсько-Української губернії Євдокиму Щербініну. Після його смерті маєток придбав граф Іван Подгорічані, наступним його хазяїном став купець Конон Беркос. На початку 1850-х років маєток придбав інспектор казенних училищ Харківського навчального округу дійсний статський радник Федір Тюрин, відтоді ті землі іменувались дачею Тюрина. Після його смерті у 1870-х маєток перейшов у власність його сина — колезького радника Олександра Тюрина. Він отримав дозвіл від міської управи на прокладення вулиць і почав продавати ділянки під забудову, а незручні землі здавав в оренду. Після більшовицького перевороту 1917 р. Олександр Тюрин емігрував, його маєток було розграбовано.
З 1 січня 1924 року землі Тюриної дачі увійшли до меж Харкова, у 1936 р. місцину перейменовано на селище Ворошилова, під час окупації 1941—1943 років — селище Тюрина. Але з поверненням радянської влади повернули назву селище Ворошилова, але цей топонім не вкорінився, і більшість мешканців називали місцевість по-старому — Тюриною, або Тюринкою.

## Географічне положення
Тюринка знаходиться у східній частині міста, в Київському та Салтівському адміністративних районах. Тюринка — один із історичних районів Салтівки.
- З північного боку межею району є річка Харків, яка відділяє Тюринку від Журавлівки.

- На сході від району знаходиться ТЦ «Барабашово».

- З південного сходу район обмежений вулицею Академіка Павлова.

- З заходу умовна межа району пролягає по вулиці Верінська, яка відділяє Тюринку від Рашкіної дачі.

## Визначні місця

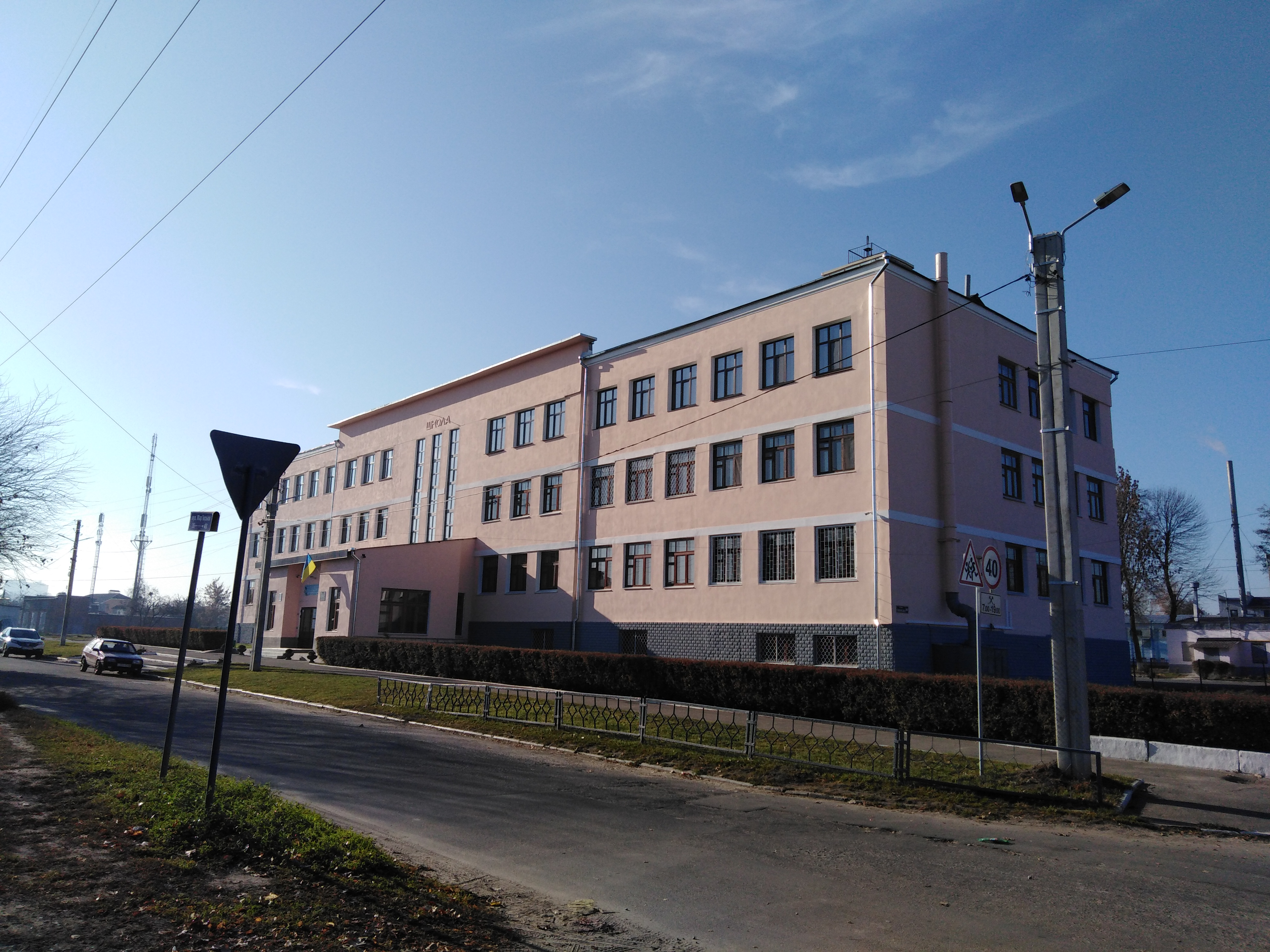
Гімназія № 23. Вулиця Тюринська

- Тюрине озеро
- Парк Пам'яті
- Мінеральне джерело «Харківська-2»
- Харківський метроміст

## Освіта
На території Тюринки знаходиться Харківська гімназія № 23.

## Галерея

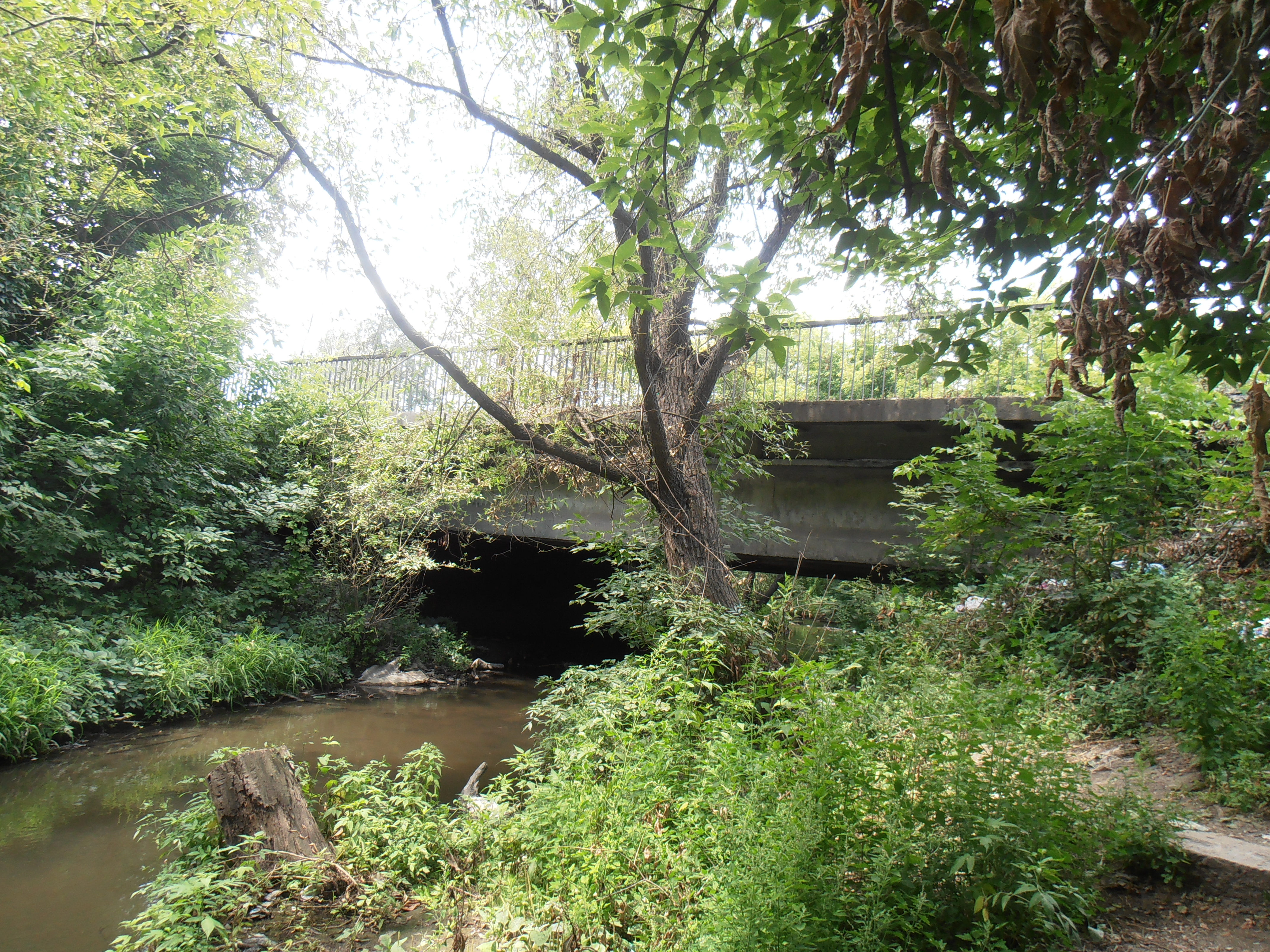
Міст через річку Немишлю
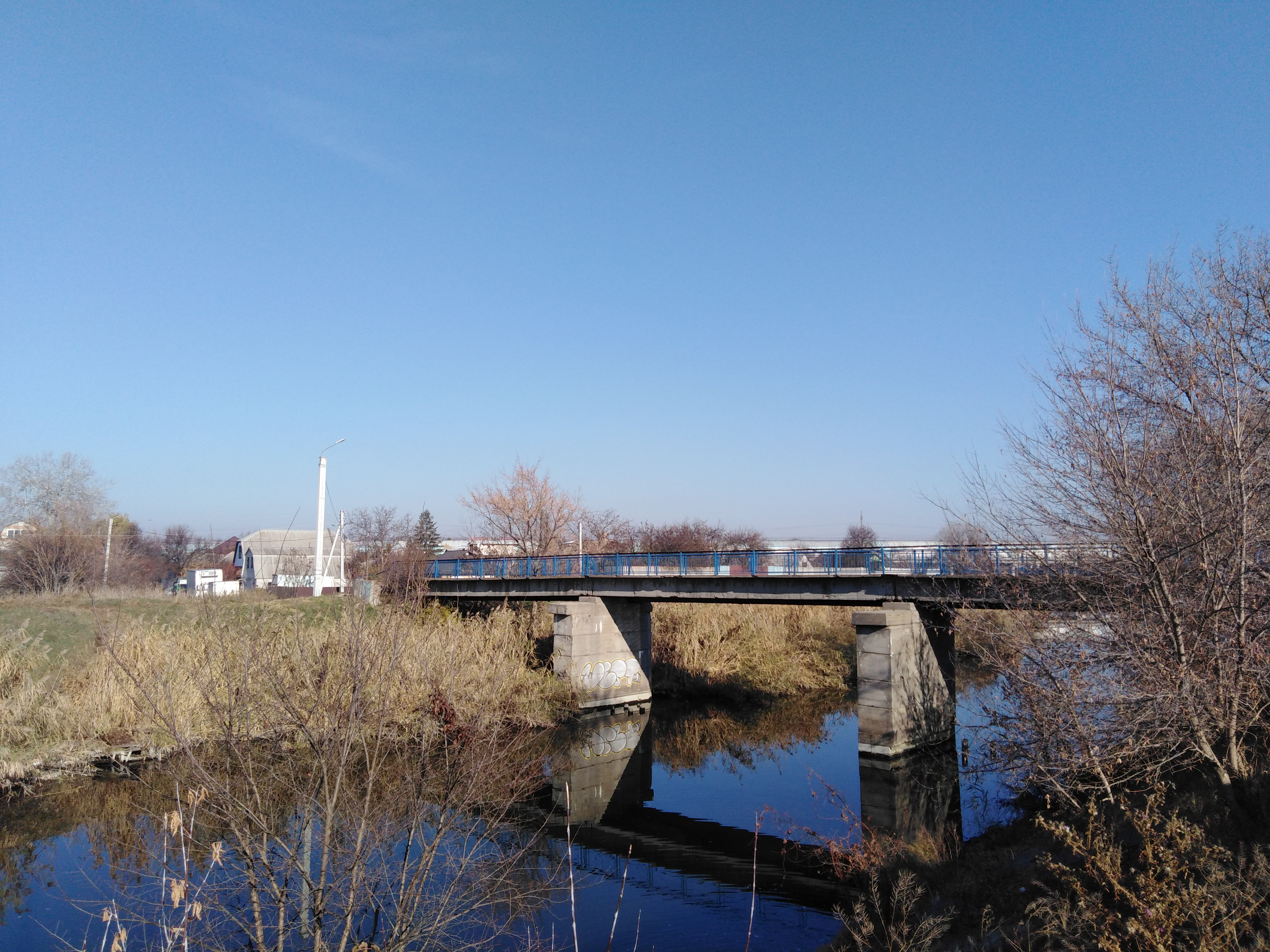
Міст через річку Харків
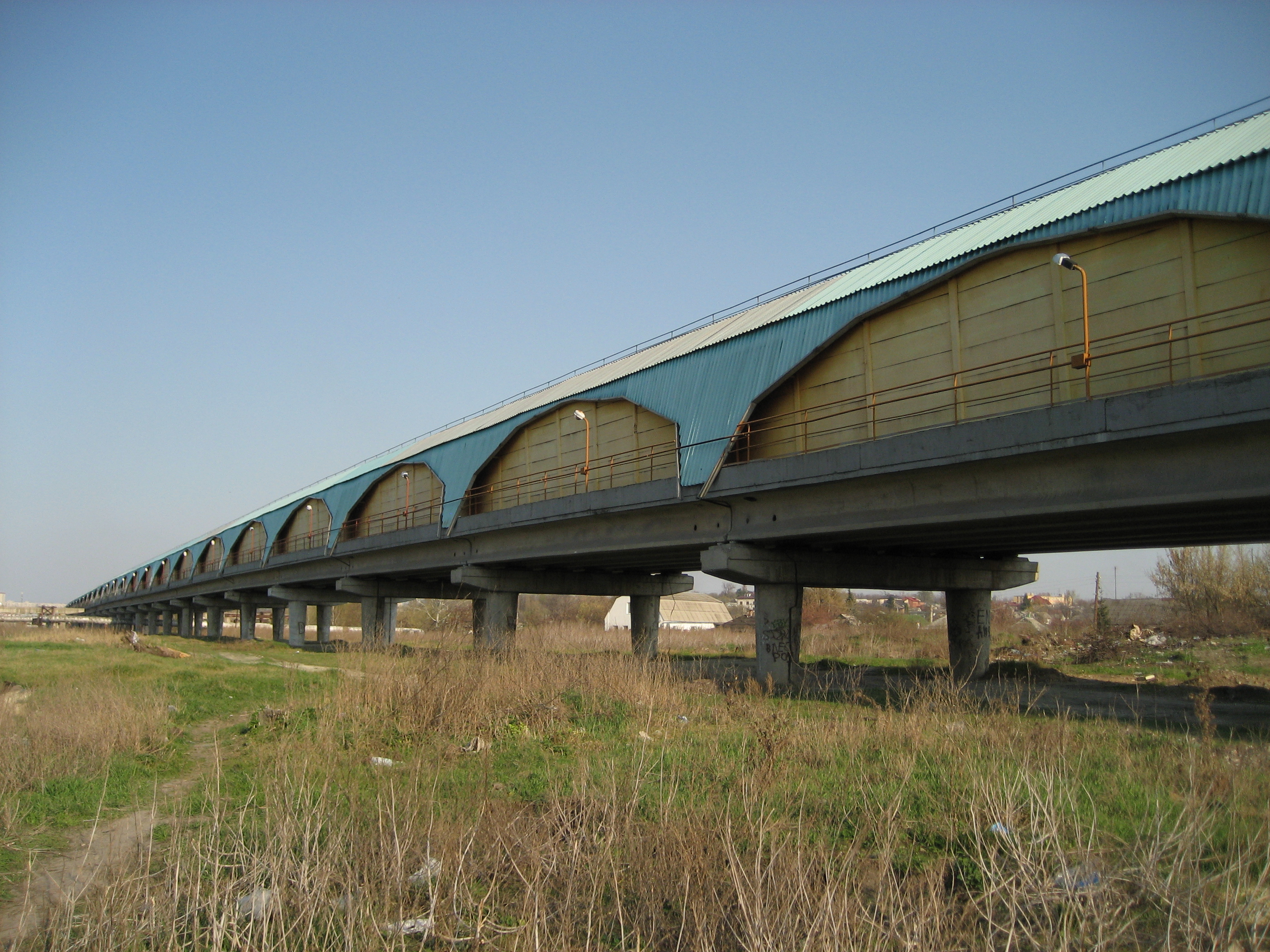
Харківський метроміст
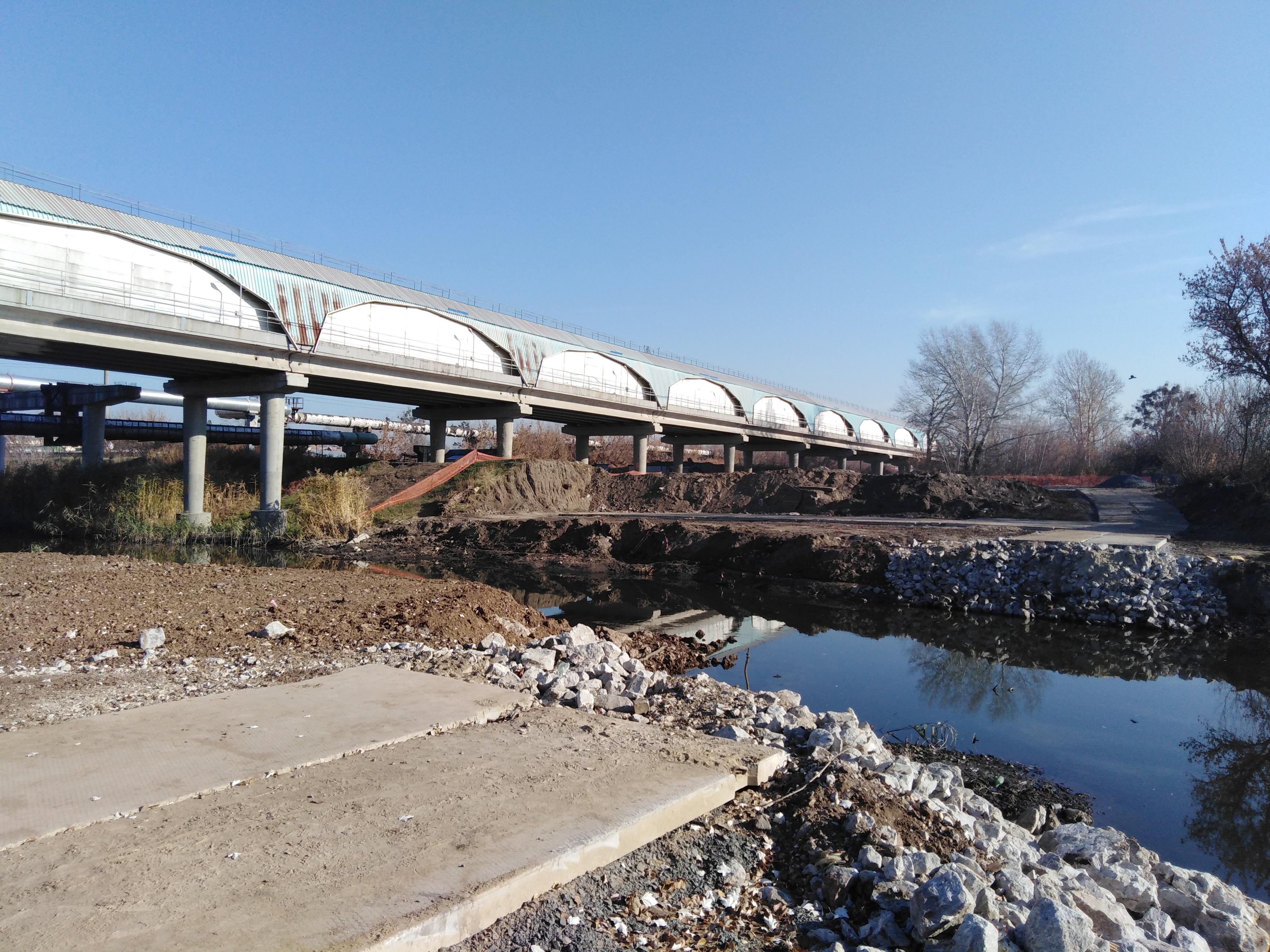
Харківський метроміст перетинає річку Харків
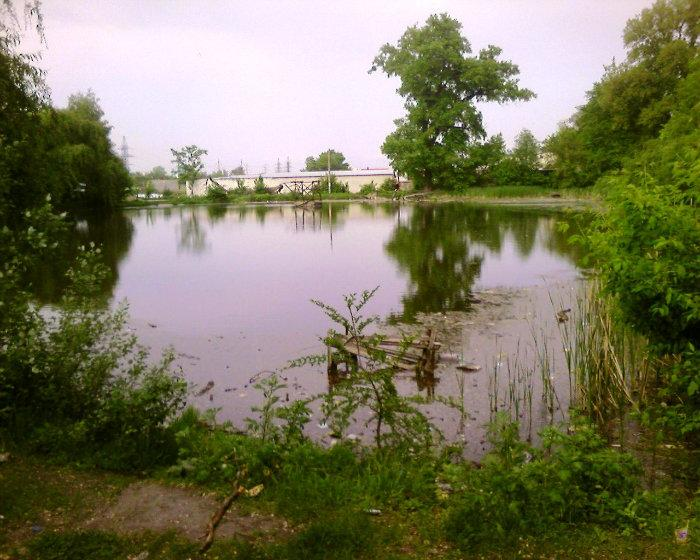
Тюрине озеро
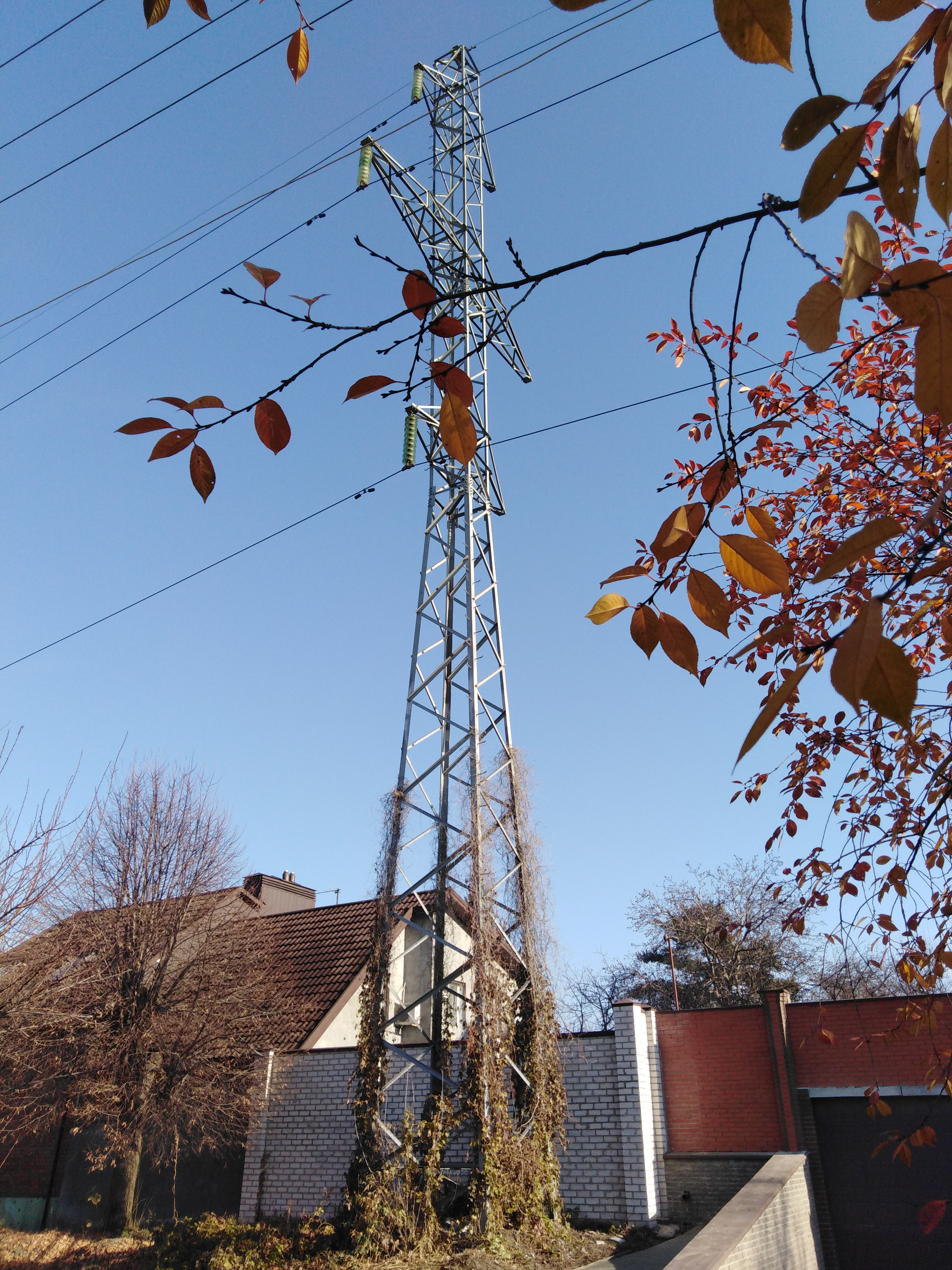
Вулиця Марьєвська. Опора ПЛ-110 кВ